# 3216 Harrington
3216 Harrington este un asteroid din centura principală, descoperit pe 4 septembrie 1980 de Edward Bowell.